# 2001 RV143
2001 QV297, também escrito como 2001 RV143, é um objeto transnetuniano (TNO) que está localizado no cinturão de Kuiper, uma região do Sistema Solar. Ele é classificado como um cubewano. O mesmo possui uma magnitude absoluta de 6,8 e tem um diâmetro com cerca de 192 km.

## Descoberta
2001 QV297 foi descoberto no dia 12 de setembro de 2001 pelo astrônomo Marc W. Buie.

## Órbita
A órbita de 2001 QV297 tem uma excentricidade de 0,000 e possui um semieixo maior de 43,085 UA. O seu periélio leva o mesmo a uma distância de 43,085 UA em relação ao Sol e seu afélio a 43,085 UA.